# Hussein ibn Ali
Hussein ibn Ali al-Hashemi (uttal (fil)), född 1854 i Mekka, död 4 juni 1931, var emir av Mekka samt kung av Hijaz 1916-1924.

## Biografi
Hussein tillhörde den hashimitiska släkten, han ansågs på 1890-talet farlig av sultan Abd ül-Hamid II och tvingades med sina bröder att bosätta sig i Konstantinopel. Genom ungturkiska revolutionen 1908 befriades han från sin fångenskap, utnämndes till emir i Mekka och återvände dit. Efter att från början ha verkat proturkisk visade han från 1913 sin verkliga hållning genom att motsätta sig utbyggandet av Hidjazjärnvägen till Mekka, och från 1914 underhandlade han i hemlighet med Storbritannien om stöd för en arabisk revolt. I samband med arabiska revolten under första världskriget förklarade han sig 1916 efter överenskommelse med engelsmännen och med hjälp av Lawrence av Arabien oberoende av det Osmanska riket, intog de osmanska garnisonerna i Mekka och Jidda och antog samma år titeln kung av Hijaz. Hans planer på ett "Storarabien" misslyckades emellertid och 1924 måste han till följd av ett anfall från emiren Ibn Saud i Nejd abdikera till förmån för sin äldste son Ali. Vid kalifatets avskaffande genom Atatürk 1924 förklarade sig Hussein som kalif men anspråket på kaliftiteln fick ett blandat mottagande och han förvisades till Cypern där han avled.
Husseins andre son Abdullah blev emir av Transjordanien, senare kung av Jordanien, 1921-1951. Jordaniens nuvarande kung Abdullah II är Husseins sonsons sonson.
Den tredje sonen Faisal blev kung först av Syrien under en kort period 1920, och därefter av Irak 1921-1932.